# Parafia bł. Honorata Koźmińskiego w Białej Podlaskiej
Parafia bł. Honorata Koźmińskiego w Białej Podlaskiej – parafia rzymskokatolicka w Białej Podlaskiej.
Parafia obejmuje oprócz części Białej Podlaskiej także Rakowiska, Terebelę, Cicibór Mały oraz Cicibór Duży.
Parafia ma kościół filialny  Matki Boskiej Częstochowskiej w Ciciborze Dużym.

## Bibliografia

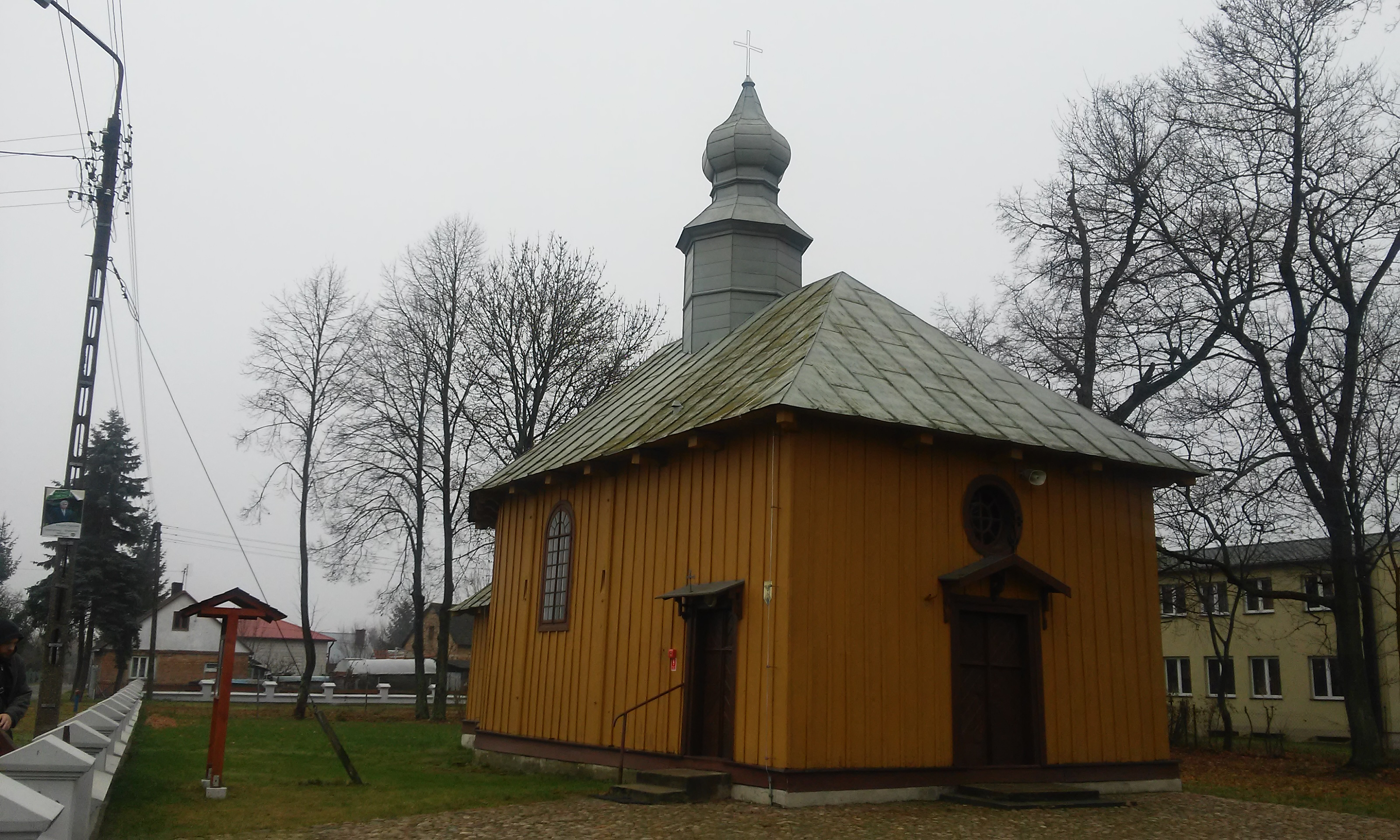
Kościół filialny w Ciciborze Dużym